# Revólver automático Webley-Fosbery
El Webley-Fosbery fue un inusual revólver automático accionado por retroceso diseñado por el Teniente Coronel George Vincent Fosbery, VC y producido por la compañía Webley & Scott desde 1901 hasta 1924. El arma es fácilmente reconocible por las estrías en zig-zag del tambor.

## Historia
Las pistolas semiautomáticas habían empezado a surgir, cuando el Coronel Fosbery (1832-1907) ideó un revólver que amartillaba el martillo y giraba el tambor al jalar hacia atrás el conjunto de la corredera, el tambor y el cañón, que iban sobre el armazón. El prototipo fue un revólver Colt Single Action Army modificado. Fosbery patentó su invento el 16 de agosto de 1895, mientras que otras mejoras fueron patentadas en junio y octubre de 1896.
Fosbery llevó su diseño a la empresa P. Webley & Son de Birmingham. Ésta se había fusionado en 1897 con las empresas W. C. Scott & Sons y Richard Ellis & Son para formar la Webley & Scott Revolver and Arms Co., que fue el principal fabricante de pistolas de servicio para el Ejército Británico, así como armas de fuego para el mercado civil. Webley continuó desarrollando el diseño y el Revólver Automático Webley-Fosbery fue introducido a las competencias de tiro de Bisley de junio de 1900.

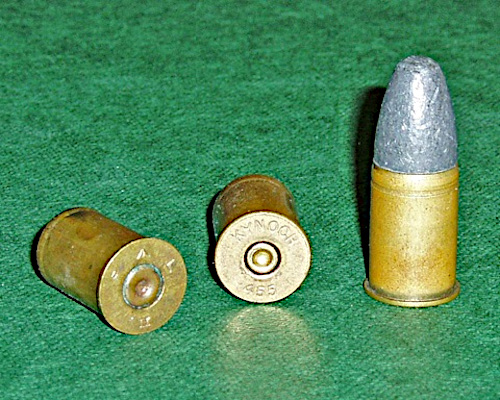
Cartucho .455in SAA Ball, junto a dos casquillos.

El revólver fue inicialmente fabricado en calibre 11,55 mm para emplear el cartucho militar estándar británico, y posteriormente en 9 mm. Mientras que la versión de 11,55 mm tiene un tambor estándar de 6 recámaras, la versión de 9 mm (.38 Colt ACP) tiene un tambor de ocho recámaras que puede cargarse con un peine circular. La versión de 9 mm tiene un tambor más corto, por lo que tiene un menor retroceso. Se fabricaron algunos revólveres de 11,55 mm con armazón corto. Una variedad de modificaciones llevó a la producción de 6 modelos diferentes, del Mark I al VI.
En manos civiles, el Webley-Fosbery fue popular con tiradores deportivos. Ya que el mecanismo del gatillo no giraba el tambor, los disparos eran suaves y consistentes, permitiendo efectuar disparos rápidos y precisos. Walter Winans, un famoso tirador deportivo contemporáneo, prefería el Webley-Fosbery, empleándolo en 1902 para hacer seis disparos en un blanco de 7,62 cm a una distancia de 12 pasos en siete segundos. Empleando un cargador rápido Prideaux fue capaz de efectuar doce disparos en un blanco de 7,62 cm en aproximadamente 15 segundos.  Pruebas recientes en Suiza con un modelo de 11,55 mm con armazón corto obtuvieron una agrupación de cinco disparos en 203,2 mm a una distancia de 10 metros en 1,27 segundos.[cita requerida]
El Webley-Fosbery estaba disponible en varias configuraciones estándar con cañones de 190,5 mm (7,5 pulgadas) 152,4 mm (6 pulgadas) y 101,6 mm (4 pulgadas), además de fabricarse a pedido. También podía encargarse con estriado Metford (poligonal). El revólver además podía comprarse con un adaptador monotiro calibre .22 para competencias de tiro al blanco; se retiraba el tambor y se insertaba el adaptador en el cañón. 

### Empleo en combate
A pesar de que Webley veía este revólver como un arma auxiliar ideal para tropas de caballería, el Webley-Fosbery nunca fue adoptado como un arma auxiliar oficial del gobierno. Con más de 279,4 mm (11 pulgadas) de longitud y pesando 1,24 kg (44 onzas) descargado, el Webley-Fosbery era un arma auxiliar pesada y voluminosa, incluso para los estándares de la época. Se produjeron varios modelos del Webley-Fosbery y fue empleado de forma limitada en las Guerras de los Bóer y la Primera Guerra Mundial, donde algunos oficiales británicos llevaron revólveres de 11,55 mm comprados aparte. Los reportes de combate indican que el Webley-Fosbery, con sus superficies de retroceso precisamente fresadas, era más susceptible a bloquearse por la lluvia y el lodo que otras armas auxiliares de la época. Habitualmente se ha dicho que el Webley-Fosbery necesitaba un fuerte agarre para que el tambor pudiera girar y se amartillase. Otra desventaja era el amartillamiento manual. En comparación con la sencilla técnica empleada en los revólveres comunes, en el Webley-Fosbery era preciso jalar hacia atrás el conjunto de la corredera, una operación que necesitaba ambas manos.
El Webley-Fosbery no sobrevivió a la Primera Guerra Mundial. Su producción cesó en 1924, con una producción total de menos de 5.000 unidades. Sin embargo, varios revólveres no fueron vendidos y el modelo continuó apareciendo en los catálogos de Webley en una fecha tan tardía como 1939.

## Operación
El Webley-Fosbery es un revólver accionado por retroceso. Tiene tres secciones funcionales: la sección del cañón y el tambor, el cierre y el martillo, y el armazón, que alberga el gatillo, el muelle recuperador, la empuñadura y el seguro.
El proceso de abrir, vaciar el tambor y recargar el Webley-Fosbery es idéntico a todos los demás revólveres Webley contemporáneos. Se presiona una palanca pivotante en el lado izquierdo de la corredera para soltar la sección del cañón y el tambor, que irá hacia arriba y adelante gracias a un pivote delantero, eyectando al mismo tiempo los casquillos de las recámaras del tambor. Una vez cargado, la sección es pivotada hacia atrás para cerrarla.
El Webley-Fosbery es amartillado al jalar hacia atrás la corredera con la mano libre. Un muelle interno regresa la corredera a su posición original.
Cuando la corredera retrocede, ya sea al amartillar o por el retroceso, una palanca pivotante conectada al armazón arma el martillo mientras que un resalte del armazón va sobre las estrías en zig-zag del exterior del tambor, dando una media vuelta a la siguiente recámara para prepararla. Cuando el muelle recuperador empuja la corredera hacia adelante, el resalte hace girar completamente el tambor, alineando la recámara con el cañón. El tambor no girará al apretar el gatillo ni al armar el martillo; toda la corredera debe ser jalada hacia atrás para que una recámara se alinee con el cañón.
El Webley-Fosbery estaba pensado para portarse amartillado y listo para disparar. Por lo tanto tiene la inusual característica de un seguro, que se encuentra en el lado izquierdo del armazón sobre la cacha. Cuando está desactivado, su palanca se encuentra paralela al armazón; es activado al presionarla hacia abajo, desconectando el martillo del fiador. Solo puede activarse cuando el revólver ha sido amartillado.
En los primeros modelos, la rotación del tambor en una sola dirección era asegurada por un resalte accionado mediante resorte que iba sobre las estrías de profundidad variable del tambor. El diseño demostró ser demasiado complejo y en los modelos posteriores había un resalte fijo que iba sobre estrías de profundidad uniforme, con estrías auxiliares en los ángulos del zig-zag para evitar que el resalte permitiese al tambor girar hacia atrás.
Las mejoras adicionales incluyeron la retirada del retén del tambor del lado izquierdo de la corredera. El retén fue reemplazado con un resalte accionado mediante resorte en la brida superior del tambor.
La versión final del Webley-Fosbery fue hecha en 1914. Tenía un tambor más corto que el de los primeros modelos y se reforzaron el muelle del gatillo y la palanca de retroceso.

## El Webley-Fosbery en la cultura popular
El Webley-Fosbery aparece en la película El halcón maltés. Es el arma ligada al asesinato de Miles Archer, socio de Sam Spade. Spade, interpretado por Humphrey Bogart, identifica erróneamente el arma (y pronuncia su nombre como "Foresby"), diciendo "Es un Webley-Foresby, .45 automático, de ocho tiros. Ya no los fabrican más". En la novela original se menciona correctamente el nombre del arma. Mientras que el revólver de 9 mm tenía un tambor de ocho balas, el de 11,55 mm (no 11,43 mm) no. Y a pesar de que algunos revólveres Webley-Fosbery de 11,55 mm fueron modificados para disparar el cartucho más común .45 ACP mediante peines semicirculares, salvo alguna modificación particular, nunca hubo un revólver Webley-Fosbery de 11,43 mm con tambor de ocho balas. En la novela original de Dashiell Hammett el revólver es correctamente identificado como un ".38, de ocho tiros".
Este revólver también aparece en la película Zardoz, donde es empleado por Zed, interpretado por Sean Connery. El método de amartillado con dos manos se puede ver varias veces en la película. Como disparaba cartuchos de fogueo y no munición real, la ausencia del retroceso no permitía el amartillado automático.
En el episodio 60326 de la serie televisiva estadounidense Murder, She Wrote, titulado "Barril de pólvora", el arma homicida es un revólver automático Webley-Fosbery.